# Citrom
| Energia 29 kcal 121 kJ |        |
| Szénhidrátok | 9.32 g |
| - Cukrok 2.5 g |        |
| - Étkezési rostok 2.8 g |        |
| Zsír | 0.3 g  |
| Fehérje | 1.1 g  |
| Tiamin (B1-vitamin) 0.04 mg | 3%     |
| Riboflavin (B2-vitamin) 0.02 mg | 2%     |
| Niacin (B3-vitamin) 0.1 mg | 1%     |
| Pantoténsav (B5-vitamin) 0.19 mg | 4%     |
| B6-vitamin 0.08 mg | 6%     |
| Folsav (B9-vitamin) 11 μg | 3%     |
| C-vitamin 53 mg | 64%    |
| Kalcium 26 mg | 3%     |
| Vas 0.6 mg | 5%     |
| Magnézium 8 mg | 2%     |
| Mangán 0.03 mg | 1%     |
| Foszfor 16 mg | 2%     |
| Kálium 138 mg | 3%     |
| Cink 0.06 mg | 1%     |
| Link to USDA Database entry A százalékos értékek az amerikai felnőttek számára javasolt napi mennyiségre (RDA) vonatkoznak. Forrás: USDA tápanyag adatbázis |        |

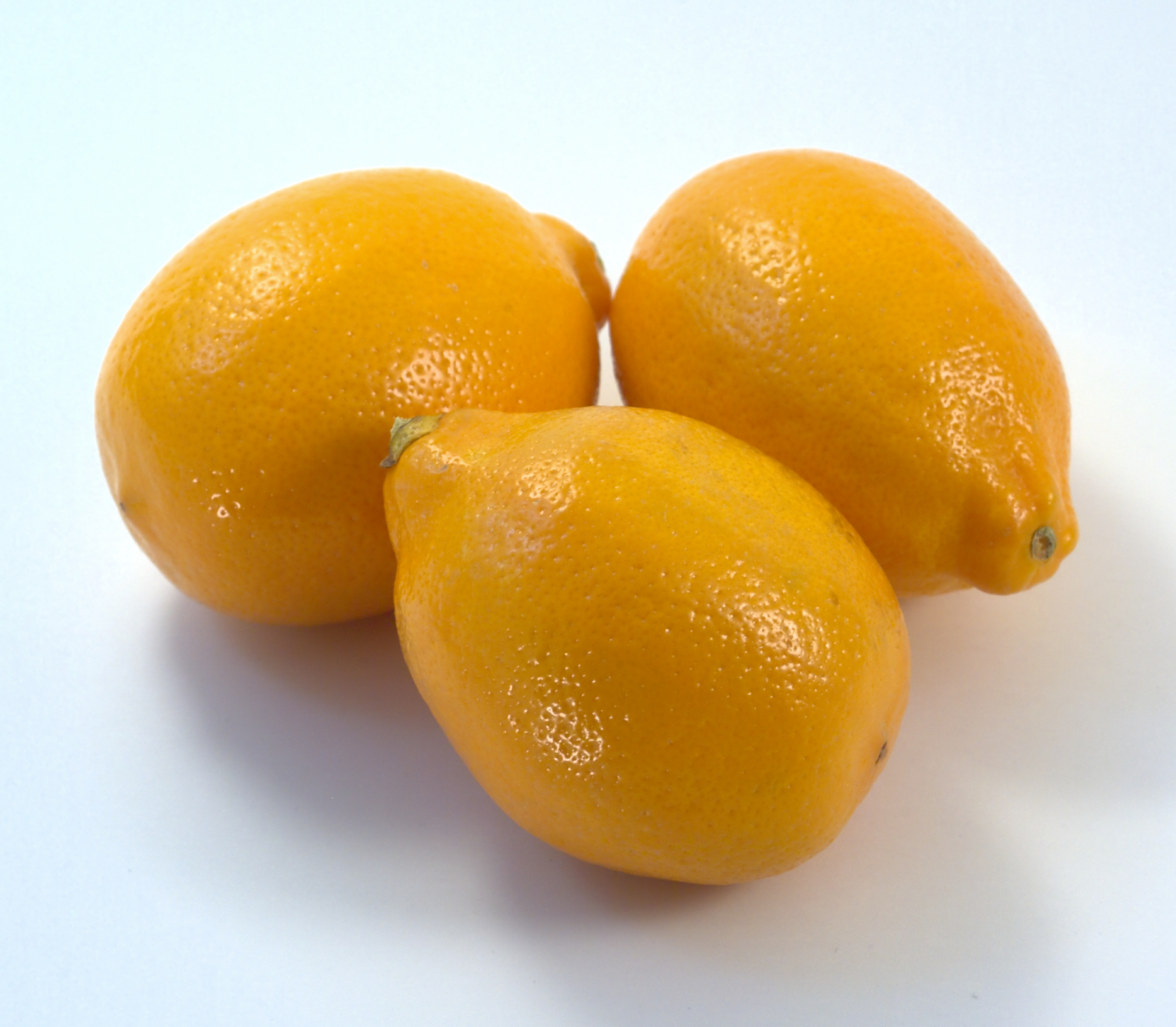
'Meyer' citromok

A citrom, más néven közönséges citrom, valódi citrom vagy európai citrom (Citrus × limon) a citrusformák (Citroideae) alcsaládjába tartozó Citrus nemzetség egyik növényfaja. Termése, melyet szintén citromnak hívnak, déligyümölcs és egyben fűszer is.

## Elnevezése
A lémonya, citronyád és citrony népies elnevezések egyes kutatók szerint a citromra, más kutatók szerint azonban más citrusfajra vonatkozhatnak.

## Származása, élőhelye
Indiában fedezték fel, de ma már Európa déli részein, Ausztráliában valamint Kaliforniában és Floridában is termesztik. A 3-5 méteres fa gyümölcse (citri fructus) egész évben terem.

## Megjelenése
Kis termetű, egész évben termő fa. Ágai tövisesek, fehér virágai illatosak. Narancstermése gerezdekből áll, a világos sárgászöld, rostos, lédús gyümölcshúsban a termés közepéhez közel ülnek a hosszúkás, kb. 1 cm hosszú, egyik végükön kihegyesedő magvak.
| Fő citromtermesztők (2022) | Fő citromtermesztők (2022) |
| ország                     | millió tonna               |
| -------------------------- | -------------------------- |
| India                      | 3.8                        |
| Mexikó                     | 3.1                        |
| Kína                       | 2.6                        |
| Argentína                  | 1.8                        |
| Brazília                   | 1.6                        |
| Törökország                | 1.3                        |
| A világ                    | 21.5                       |
| Forrás: FAOSTAT            |                            |

## Termesztett változatok
Az 'Eureka' gyümölcse elliptikus, hosszúkás, mérsékelten kiálló csúccsal. Héja sárga, hosszanti irányban barázdált, kissé egyenetlen, közepesen vastag. Gyümölcshúsa zöldessárga, 10 gerezdből áll, leves és nagyon savas. Egész évben, de főleg tél végén, tavasszal és nyár elején terem, amikor nagy az igény a citromokra. Életerős és produktív fajta.
A 'Femminello Ovale' egyike a legidősebb itáliai változatoknak. Elliptikus alakú, közepes nagyságú, a gyümölcs alján található csúcs tompa. Héja közepesen vastag, közepesen sima. Gyümölcshúsa 10 szegmensből áll, leves, nagyon savas, kiváló minőségű, néhány magot tartalmaz. Túlnyomórészt késő télen, és tavasszal érik, de szinte egész évben terem. Jól szállítható és tárolható. Olaszországban a vezető fajta.
Portugáliából eredeztethető a 'Lisbon' változat. Gyümölcs szinte azonos az Eurekával; elliptikus, hosszúkás alakú. Kaliforniában az 'Eureka' változatot helyettesíti.
A 'Meyer' citrom egy hibrid, valószínűleg a citrom és a mandarin között. Termése közepes nagyságú (5,7-7,5 cm), ovális vagy hosszúkás, alul gömbölyű, barázdált. Néha rendelkezik ,,nyakkal’’. Csúcsa gömbölyű, rövid. Héja világos-narancssárga 3–6 mm vastag. Gyümölcshúsa narancssárga, általában 10 gerezdből áll, leves, mérsékelten savas, közepes citrom ízzel, a benne található magok kicsik. Folyton termő, de legfőképpen decembertől áprilisig terem.
A 'Ponderosa' feltehetőleg citrom, vagy cédrátcitrom ősökkel rendelkezik. Gyümölcse tojás alakú, göröngyös, enyhén barázdált, 9–11 cm széles, 9–12 cm magas. Héja világos-narancssárga, 1-1,25 cm vastag. Halványzöld gyümölcshúsa 10-13 szegmensből áll, leves, savas, 30-40, vagy akár több közepes nagyságú magokkal. Folyamatosan érő fajta.
A 'Rough Lemon' is egy citrom-cédrátcitrom hibrid, melynek a C. jambhiri botanikai nevet adták. Nagyon jelentős alany az édes narancs, mandarin és grapefruit fajták számára.
A 'Villafranca' fajta Szicíliából ered. Hasonlít az 'Eureka' változatra. Sok évig ez volt a vezető fajta Floridában.

### Egyéb változatok
- 'Amalfitano'
- 'Armstrong'
- 'Avon'
- 'Bearss'
- 'Genoa'
- 'Harvey'
- 'Interdonato'
- 'Medica Grande'
- 'Monachello'
- 'Nepali Oblong'
- 'Nepali Round'
- 'Rosenberger'
- 'Santa Teresa'
- 'Zagara Bianka'

## Felhasználása
Vékonyan hámozzuk, hogy a fehér, keserű, élvezhetetlen belső részét ne vágjuk le a gyümölcshúsról! Így sokoldalúan: levesek, hús-, rizsételek ízesítésre használhatjuk. Ecet helyett citromlével savanyítva rendkívül ízletessé tehetjük egyes salátáinkat, és hasonlóképp hatékonyan használhatjuk húsok pácolásához (főleg a mediterrán típusú, rozmaringgal, bazsalikommal összeállított pácokban). Levét vízbe szokták facsarni és azt is fogyasztják, számos jótékony hatása mellett, nem roncsolja annyira a fogzománcot mint a sima citromlé.
A sárga héját reszelve töltelékek (mák, dió, túró mellé), levét tea, kávé, gyümölcslevesek, turmixitalok, puncs, szósz, hidegtálak, hal- és egyéb húsételek ízesítésére használják.
A szárított héjat (Citri pericarpium) spirális szalagokban vagy kockára vágva forgalmazzák, de így csak az édes- és likőripari üzemekben használják fel. Otthon a legjobb frisset tartani, hogy ízesítésre mindig kéznél legyen.
Mind héja, mind leve jól használható gyümölcslevesek, kompótok, turmix italok, rizsételek, puncsok, szószok, hidegtálak stb. ízesítésére. Kilogrammonként 4 g fehérjét, 58 g zsírt, 23 g szénhidrátot, 6 g szerves sót, 22 g rostot tartalmaz. Részletesebb beltartalmi paraméterek a táblázatban láthatóak.

## Gyógyhatása
A perzsák már az időszámításunk kezdete előtt is termesztettek citromot. Arab kereskedők hozták be Európába, ahol csak nyolcszáz éve honosodott meg. Ma is fogyasztott fajtáit a 16–17. század óta ismerik. Hosszú pályafutása során alkalmazták a mérgezés ellenszereként, hatásosnak vélték kígyómarás ellen, ajánlották szívbetegeknek is. Hatásos vizelethajtónak, izzasztónak, vérzést elállító, sebösszehúzó szernek tartották, használták csuklás elállítására, gyógyították vele a gyulladt torkot, a reneszánsz kor elején pedig a levét a pestis gyógyszerének hitték.
Az 1600-as évek elején az orvosok fölvetették, hogy a citromlé gyógyítja, illetve megelőzi a skorbutot. Ezt a feltételezést igazolta James Lind hajósebész kísérlete: a skorbutos betegek egyik csoportjával citromot és narancsot etetett, a másik csoport almabort kapott, a harmadikat pedig gyógyszerrel kezelte. A citromot, narancsot fogyasztók állapota javult, szemmel látható volt a gyógyulásuk. A szenzációs eset után negyven évvel a brit Admiralitás kötelezte a Brit Királyi Haditengerészetet, hogy valamennyi tagja igyon meg naponta egy adag citrom- vagy narancslevet. A késlekedés miatt a négy évtized során hadseregnyi angol tengerész halt meg skorbutban.
A citrom serkenti az emésztést és erősíti a gyomrot. Mivel sok benne a C-vitamin, segíti a megfázásos betegségek megelőzését. A közkedvelt aromájú fűszert a külső héjából nyerjük. Az érett citrom a legértékesebb oldó és méregtelenítő gyümölcs – sajnos, nálunk nemigen kapható. A bolti citromot éretlenül szüretelik és utóérlelő vegyszerekkel permetezik, ezért héjának minősége gyengébb.
Bioflavon-tartalma vértisztító hatású, és regenerálja is a véredényeket. Bélféreghajtó és puffadásgátló hatása is van. A citromlé fokozza a nyálelválasztást, csillapítja a szomjúságot, mivel oldja és eltávolítja a szervetlen sókat.
A citromlé hígítva is elpusztítja a kolera-, a diftéria- és a tífuszbaktériumokat. Szinte nincs olyan betegség vagy gyengeségi állapot, amin a citrom ne segítene. A bőrnek is elsőrendű fiatalítója és regenerálója; megelőzi a kopaszságot, erősíti a fejbőrt, a hajhagymákat. Mandula- vagy avokádóolajjal elegyítve jó bőrápolószer. Ha ezt erősen a fejbőrbe dörzsöljük, hamarosan megszünteti a haj korpásodását, megakadályozza a hajhullást.

## Képgaléria

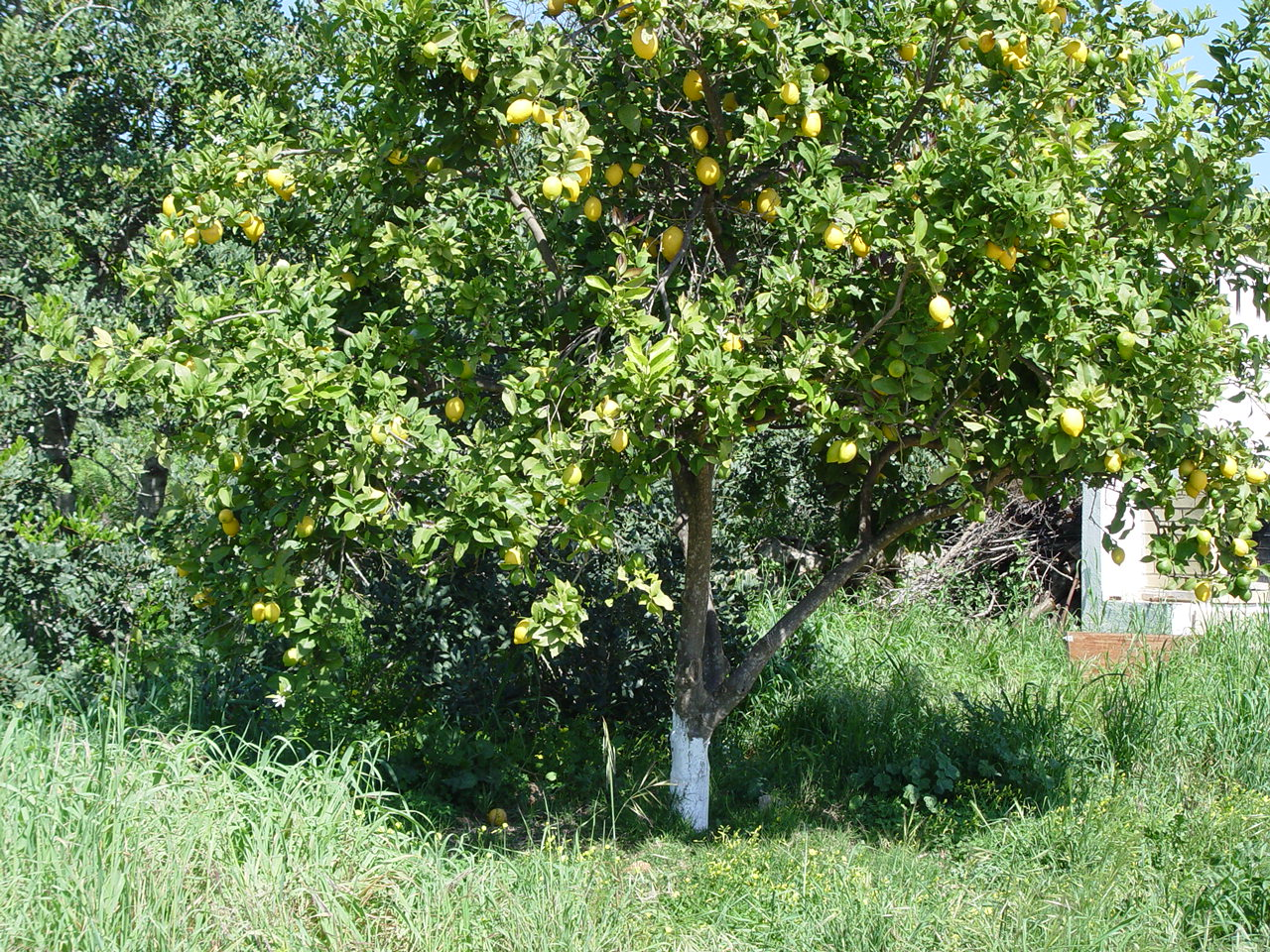
Habitusa
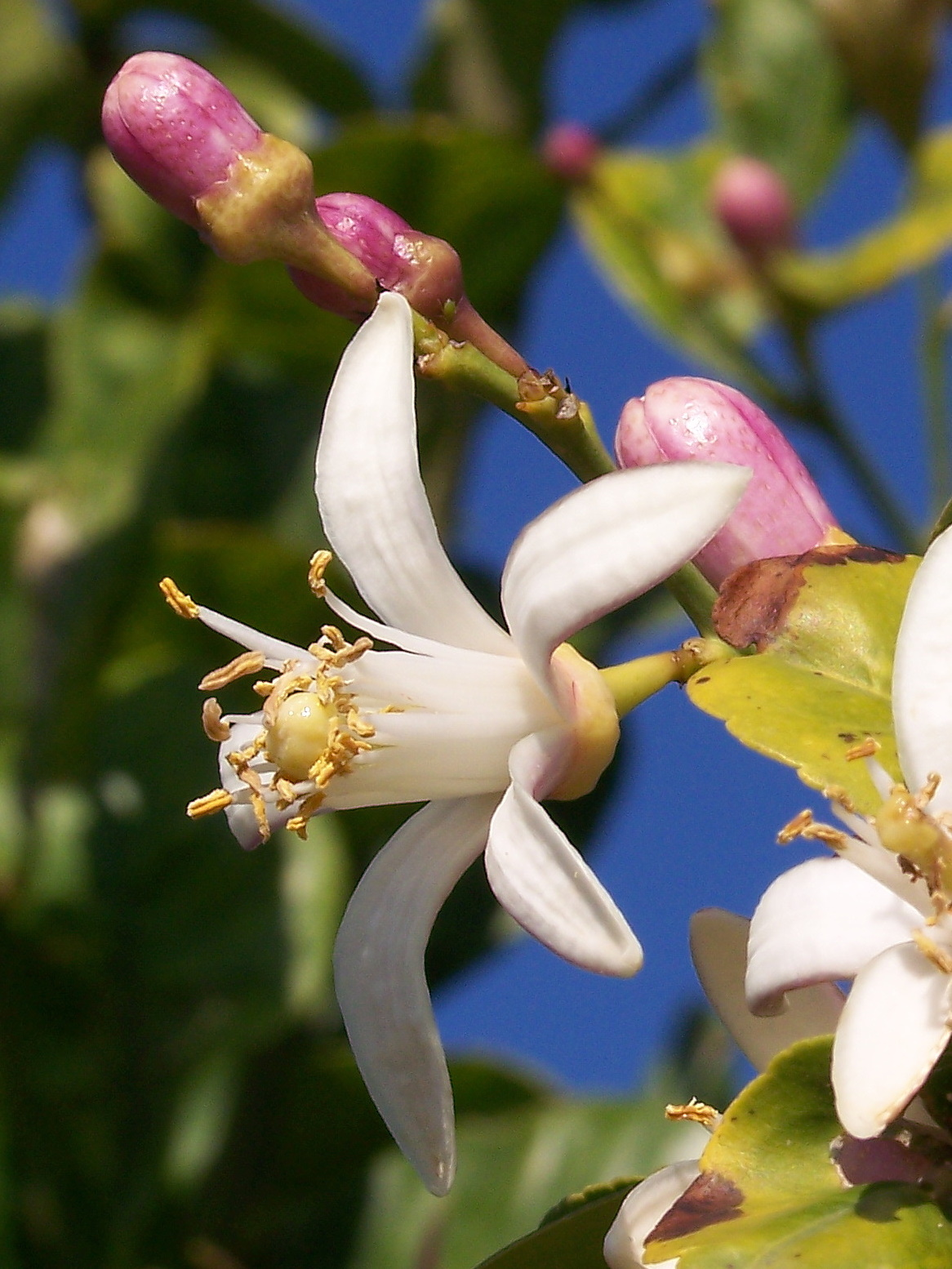
Virága
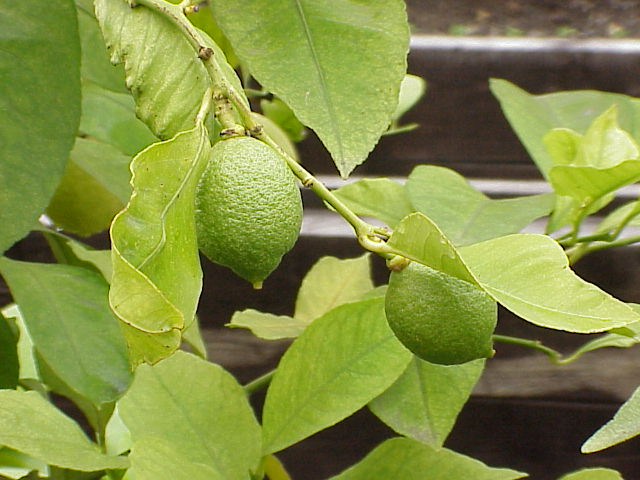
Levelei és éretlen termése
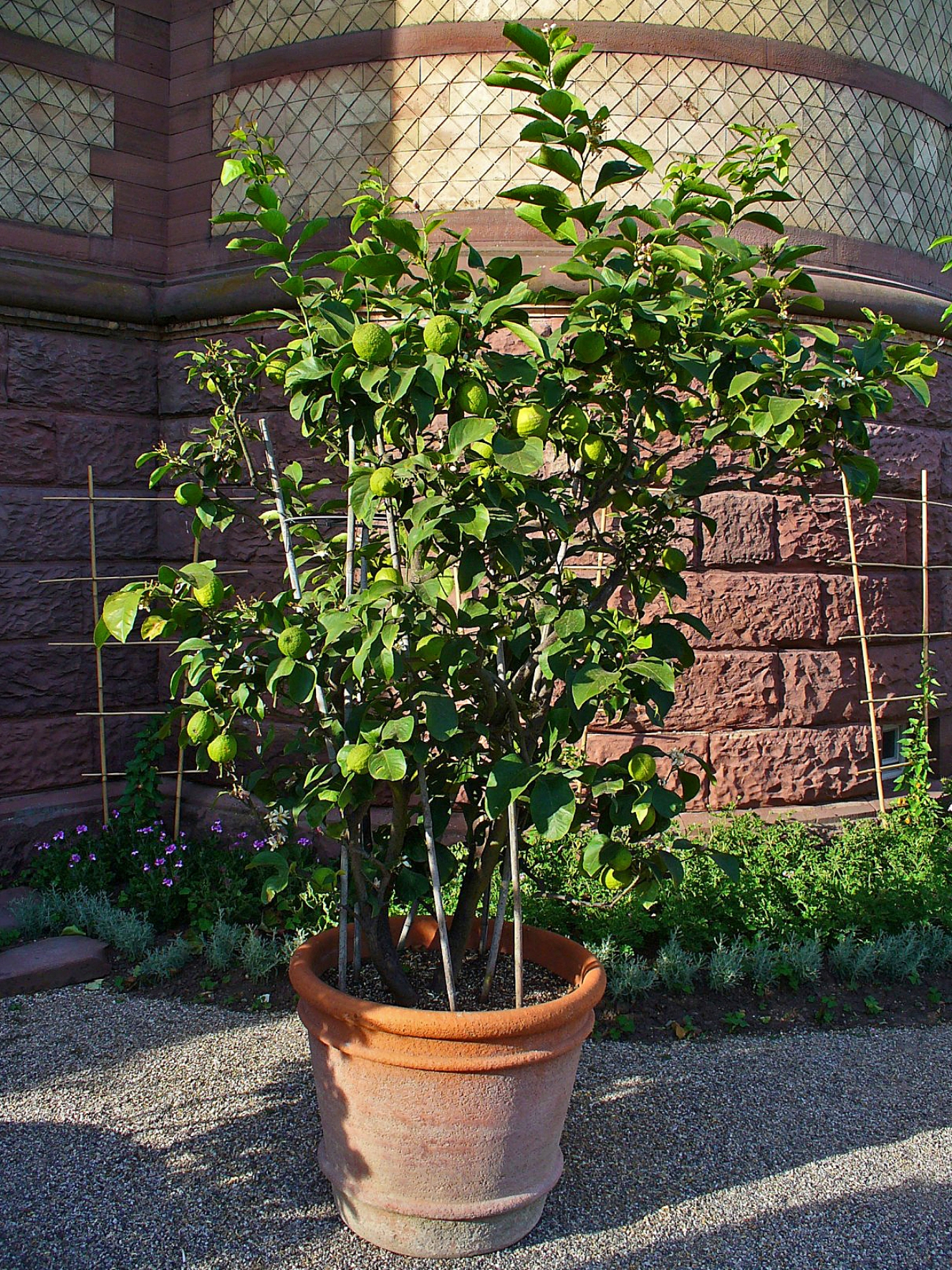
Edényes dísznövénynek nevelve
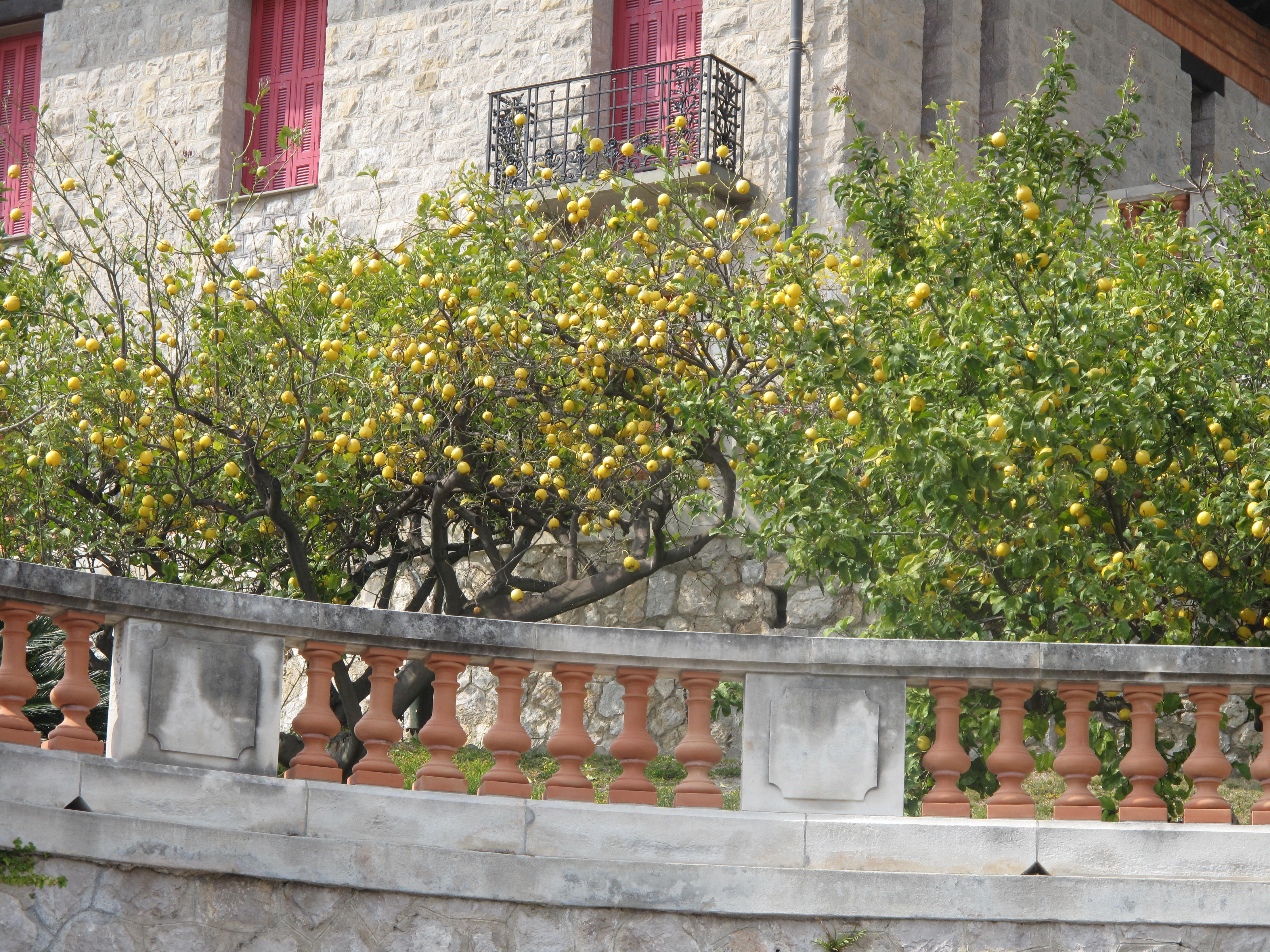
Termő citromfák Franciaországban

## Egyéb tulajdonságai

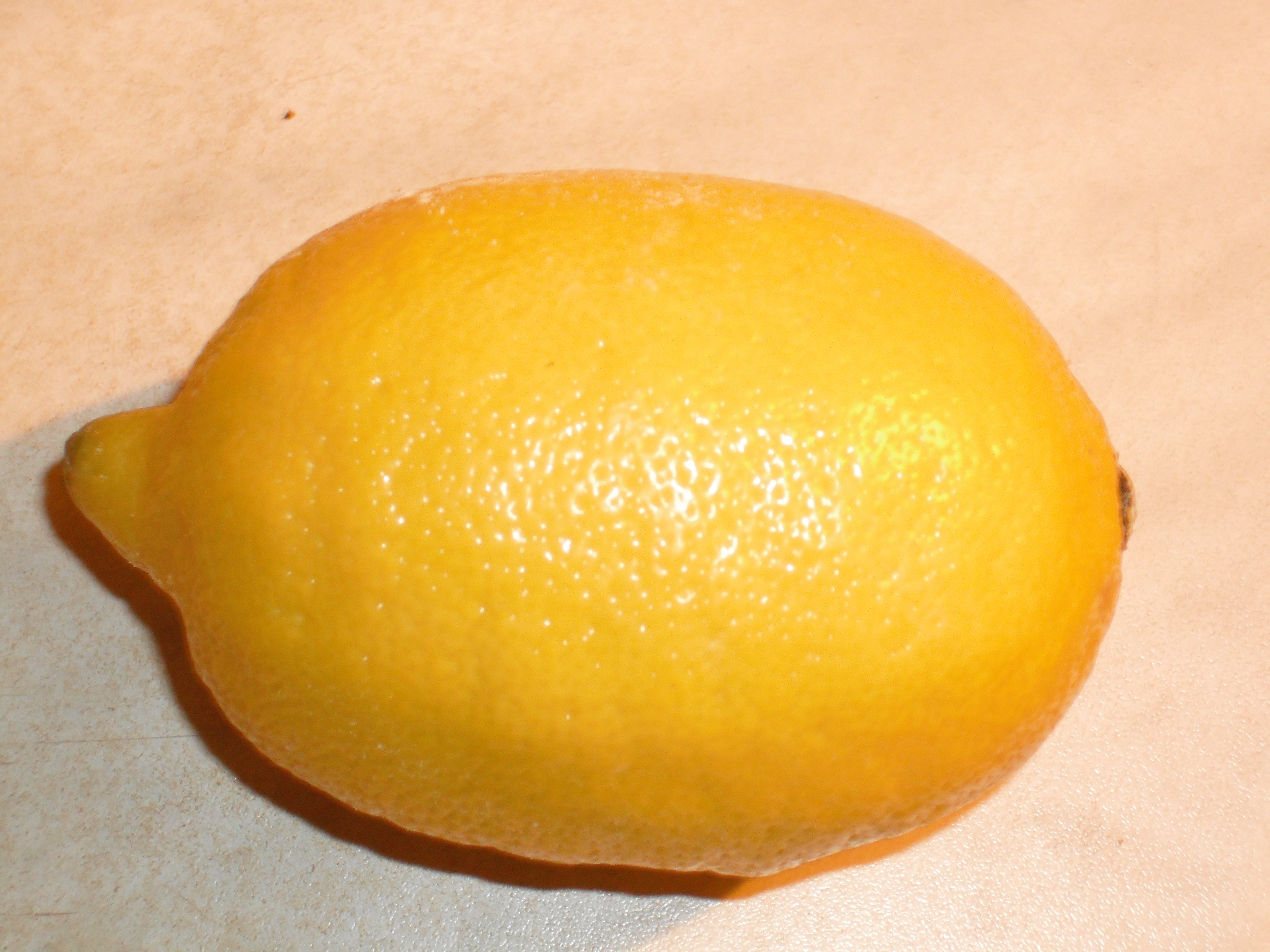
Egy nagy sárga citrom

A citromsav természetes savként kettős hatást fejt ki a szervezetben; mintegy szabályozza azt. A feleslegesen bekerült ásványi anyagokat, sókat, bomlástermékeket oldja, kivételes újjáépítő (regeneráló) tulajdonságánál fogva a hiányzó szerves sókat pótolja, segít azokat a szervezethez kötni. A citrom csökkenti a pirosságot, szabályozza a faggyútermelést a szeborreás bőr esetén is.

## Citromfa, mint szobanövény
A nyáron szabadban nevelt citromfát azonban ősszel mindig be kell vinni a lakásba. Ilyenkor figyelni kell arra, hogy megfelelő környezetet legyen a növény számára: fontos, hogy világos, természetes fényben gazdag helyiségbe kerüljön, ahol viszonylag magas a páratartalom és a hőmérséklet körülbelül 10-12 fok. Ha télen túl meleg van, vagy száraz a levegő és nincs elég fény, akkor a citromfa elhullajtja az összes levelét.
A növényt heti kétszer kell öntözni és szereti ha földjéhez adnak rendszeresen tápoldatot is.